# Merchantville
Merchantville és una població dels Estats Units a l'estat de Nova Jersey. Segons el cens del 2006 tenia 3.806 habitants.

## Demografia
Segons el cens del 2000, Merchantville tenia 3.801 habitants, 1.524 habitatges, i 946 famílies. La densitat de població era de 2.446 habitants/km².
Dels 1.524 habitatges en un 32,1% hi vivien nens de menys de 18 anys, en un 45,1% hi vivien parelles casades, en un 12,9% dones solteres, i en un 37,9% no eren unitats familiars. En el 32% dels habitatges hi vivien persones soles l'11,6% de les quals corresponia a persones de 65 anys o més que vivien soles. El nombre mitjà de persones vivint en cada habitatge era de 2,48 i el nombre mitjà de persones que vivien en cada família era de 3,19.
Per edats la població es repartia de la següent manera: un 25,7% tenia menys de 18 anys, un 6,8% entre 18 i 24, un 31,5% entre 25 i 44, un 22,1% de 45 a 60 i un 13,8% 65 anys o més.
L'edat mediana era de 37 anys. Per cada 100 dones de 18 o més anys hi havia 84,6 homes.
La renda mediana per habitatge era de 49.392 $ i la renda mediana per família de 60.652 $. Els homes tenien una renda mediana de 43.375 $ mentre que les dones 30.771 $. La renda per capita de la població era de 25.589 $. Aproximadament el 5,8% de les famílies i el 6,8% de la població estaven per davall del llindar de pobresa.

## Poblacions més properes
El següent diagrama mostra les poblacions més properes.